# Humoreske (Film)
Humoreske (Originaltitel: Humoresque) ist ein US-amerikanischer Spielfilm aus dem Jahr 1946 mit Joan Crawford und John Garfield unter der Regie von Jean Negulesco. Das Drehbuch adaptiert den gleichnamigen Roman von Fannie Hurst.

## Handlung
Der bekannte Geigenvirtuose Paul Boray sagt eine Aufführung in New York City ab. Er schildert seine Beweggründe einem Vertrauten und eine große Rückblende setzt ein. 
Um 1920 wächst der junge Paul in ärmlichen Verhältnissen auf. Sein Talent wird entdeckt, und schon bald spielt er auf Gesellschaften und Tanzveranstaltungen, um sich Geld für das Konservatorium zu verdienen. Sein Freund, der Pianist Sid Jeffers, vermittelt ihm einen Auftritt im Hause der Wrights. Helen Wright, eine stadtbekannte Förderin der schönen Künste, ist unglücklich in ihrer Ehe mit dem wesentlich älteren Victor. Aus Langeweile und Verzweiflung nimmt sie Zuflucht in zahllosen Affären mit jungen Männern und im Alkohol. Bald schon kommen sich Helen und Paul näher. Aus ihrer Affäre wird rasch tiefe Liebe, doch am Ende scheitert die Beziehung an Helens Vergangenheit und Pauls Leidenschaft für die Musik, die für ihn stets an erster Stelle kommt. Helen gibt Paul frei und wählt am Ende den Freitod. Im Abendkleid und untermalt von der Orchesterfassung von Richard Wagners Liebestod geht sie ins Meer.

## Hintergrund
Joan Crawford hatte für ihre Darstellung der Mildred Pierce in Solange ein Herz schlägt auf der Oscarverleihung 1946 den Oscar als beste Hauptdarstellerin gewonnen. Damit vollendete sie ihr furioses Comeback nach einigen Jahren in mittelklassigen Filmen. Die Planungen für die Verfilmung des Romans Humoresque waren schon recht weit gediehen. Ursprünglich sollte der Film als Solovehikel für John Garfield dienen. Die Rolle der Helen Wright war als Nebencharakter angelegt und Produzent Jerry Wald dachte zunächst an Tallulah Bankhead, als Joan Crawford sich für den Part ins Gespräch brachte. Das Drehbuch wurde entsprechend angepasst und auf Wunsch von Crawford entwarf Gilbert Adrian die opulente Garderobe des Stars. Er orientierte sich dabei gezielt am New Look von Christian Dior: die Kostüme sind aus kostbaren Materialien, üppige Schnitte und verschwenderische Stofffülle markieren eine völlige Abkehr von den zurückhaltenden Filmkostümen der Kriegszeit. 
Der bekannte Geigenvirtuose Isaac Stern bekam für seine Einspielungen der 23 Musikstücke, darunter auch die Orchesterfassung von Wagners Liebestod aus Tristan und Isolde, eine Gage von 25.000 US-Dollar. John Garfield übte monatelang das Geigenspiel, um eine glaubhafte Darstellung liefern zu können.
Joan Crawford, immer auch ihre schärfste Kritikerin, war im Rückblick nicht völlig mit sich und ihrer Darstellung im Reinen: 

„Ich habe gemischte Gefühle... John Garfield, der wirklich ein brillanter junger Schauspieler war, machte einen guten Job. Er war so sehr der junge, problembeladene Musiker, ich glaube, am Ende hatte das Publikum den Eindruck, er würde sogar die Violine selber spielen. Negulesco führte Regie mit dem richtigen Gefühl. Und die meiste Zeit glaubte ich, dass ich gut wäre. Doch als ich mich später sah, also nicht nur die täglichen Aufnahmen oder den ungeschnittenen Film, sondern die Endfassung, da erinnerte es mich fatal an "Rain" und ich fühlte mich unwohl. Ich überspielte und übertrieb in so vielen Szenen. Ich weiß nicht genau, aber ich glaube, ich hätte es besser machen können.“

## Kinoauswertung
Der Film wurde am 25. Dezember 1946 in den nationalen Verleih gebracht. Kosten von 2.164.000 US-Dollar machten aus Humoreske eine  Prestigeproduktion und den bisher teuersten Crawford-Film. Er spielt in den USA mit  2.281.000 US-Dollar eine sehr beachtliche Summe ein, was ein Indiz für die unverändert hohe große Popularität von Joan Crawford bei ihren Fans war. Mit den Auslandseinnahmen von 1.118.000 US-Dollar konnte das Studio ein Gesamtergebnis von 3.399.000 US-Dollar realisieren. 

## Kritiken
Die Kritiken waren vorteilhaft und lobten das Spiel von Joan Crawford. 
Hal Erickson urteilte in seinem "All Movie Guide" wohlwollend: 

„Das ultra stilvolle Leiden von Joan Crawford und die flegelhafte Art von John Garfield (der sogar im Frack wie ein "Dead End Kid" aussieht) haben ihren Gegenpart im phlegmatischen Spiel des Komödianten Oscar Levant. Gemeinsam mit  "Solange ein Herz schlägt" ist "Humoresque" Joan Crawfords beste Arbeit bei Warners.“

Lawrence J. Quirk zeigte sich in "Screen Stars" begeistert von der Darstellung:

„Ich vermute, dass Crawford eine neue Dimension an romantischen Gefühlen und dramatischer Sicherheit in ihre Darstellung bringen konnte, weil der Film unmittelbar nach ihrem Oscargewinn für "Solange ein Herz schlägt" gedreht wurde. Sie war sich zum ersten Mal vollends darüber im Klaren, welche Kraft sie hatte. Innerlich gefestigt durch die Anerkennung ihrer Bosse, konnte sie die Rolle mit großem Selbstbewusstsein angehen und dabei die emotionalen Möglichkeiten voll ausspielen.“